# Morimus
Morimus é um género de escaravelho da família Cerambycidae.
Este género contém as seguintes espécies:
- Morimus asper
- Morimus funereus